# Crazy in Love
A Crazy in Love (magyarul Őrült a szerelemben) az amerikai R&B énekesnő Beyoncé Knowles és Jay-Z amerikai rapper közös dala. Knowles és Jay-Z mellett a dalt Rich Harrison producer szerezte, mely az énekesnő első szólóalbumára, a Dangerously in Love-ra íródott. A felvétel 2003. május 14-én került az amerikai rádiókhoz, majd 2003. május 20-tól kezdték játszani, mint az album első kislemezét. A dalt a Columbia Records adta ki. A „Crazy in Love” egy szerelmes töltetű R&B dal, mely részleteket tartalmaz, az amerikai The Chi-Lites együttes 1970-es „Are You My Woman (Tell Me So)” című dalából. A dal magába foglalja továbbá az 1970-es évek retro funk zenéjét, illetve soul és dance-pop hatások is érződnek rajta. A dal az olyan őrült szerelmi megszállottságról szól, amitől annak főszereplője, olyan dolgokat tesz, ami egyáltalán nem jellemző rá.
A „Crazy in Love”-ot a kritikusok számos dicsérettel illették, és külön kiemelték azt, az önbizalmat, amivel Knowles előadja a dalt. Nagyra értékelték továbbá a fent említett 1970-es dalból kölcsönzött trombita betétet, illetve Jay-Z közreműködését is. Mások a dalban szereplő „uh-oh, uh-oh” frázist emelték ki és úgy fogalmaztak, hogy ez az album csúcspontja. Az NME brit zenei lap a kislemezt az évtized (1999-2009) legjobb dalává választotta. A 2000-es évek legjobb kislemezeit összegyűjtő Pitchfork Media 500-as listáján negyedik, a The Daily Telegraph listáján a hetedik, a Slant Magazine összeállításában pedig, hatodik helyen végzett. A neves amerikai Rolling Stone zenei magazin minden idők 118. legjobb kislemezének választotta. A felvétel továbbá a Legjobb R&B dalért, és a Legjobb R&B közreműködésért járó díjat is elnyerte a 46. Grammy-díjátadón.
Az Amerikai Egyesült Államokban a dal hihetetlen sikert aratott, első helyen végzett a Billboard Hot 100as listáján. Ez a dal lett Beyoncé első szóló „number one” kislemeze, mely nyolc egymás követő héten keresztül töltötte be ez a pozíciót. Az Egyesült Királyságban 193 110 példányban kelt, megjelenésének első hetében, ezzel kivívva magának az angol kislemez lista első helyét. Nemzetközi sikerre is szert tett a felvétel, hiszen számos országban Top 10-es helyezést ért el többek között, Ausztráliában, Kanadában, Dániában, Írországban, Olaszországban, Új-Zélandon, Magyarországon, Hollandiában, Norvégiában, Svájcban és Svédországban is. A kislemez ezek közül az országok közül a legtöbben a multi-platina minősítést is elnyerte.
A dalhoz zene videó is készült, melyet Jake Nava rendezett, és több az énekesnő által előadott táncmozdulatot is tartalmaz. A 2003-as MTV Video Music Awards-on a dal három díjat nyert, melyek a Legjobb Női Videóklip, a Legjobb R&B Video és a Legjobb Koreográfiáért járó díjak voltak. A kisfilm rendezője 2004-ben megnyerte a Legjobb R&B Videóklip kategóriáját a Music Video Production Association díjátadó gáláján. A dalt Knowles és Jay-Z előadták többek között a The Prince's Trust Urban Music Festival-on. Emellett záródalként szerepelt az énekesnő Dangerously in Love Tour-ján, illetve a nyitódala volt, a The Beyoncé Experience és az I Am... Tour koncertturnéknak is. Az American Society of Composers, Authors and Publishers (ASCAP) 2004-ben az egyik legjobban előadott dalnak választotta hivatalos díjátadóján az ASCP Music Awards-on.

## Háttértörténet és koncepció
Knowles már 2002 nyarán számos dalt felvett készülő albumához, a Dangerously in Love-hoz. Az énekesnő menedzsmentje 2002. októberi megjelenést jelölt ki, azonban ezt az időpont többször is megváltoztatták. Ebben az időben ugyanis az amerikai rapper Nelly „Dilemma” című dala, hatalmas sikert aratott, amiben Kelly Rowland, Destiny’s Child tag, is közreműködött. Ebből a sikerből pedig ő is sikert kovácsolhatott. A dátumok megváltoztatása azt eredményezte, hogy Beyoncé visszamehetett a stúdióba és újabb dalokat vehetett fel.
Rich Harrison, a dal írója és producere, már az énekesnővel történő találkozás előtt elkészített egy „Crazy Right Now” című demó felvételt, melyet később „Crazy in Love” névre kereszteltek át. Harrison már akkor tudta, hogy valami nagy durranás van a kezében, már csak a megfelelő művészt kellett hozzá megtalálnia. Meglepetten és izgatottan fogadta Knowles hívását: „ […] Elzárva tartottam. Nem igazán árultam senkinek, mert nem akartam, hogy ne a megfelelő időbe jelenjen meg. Ha az emberek nem állnak még készen rá, akkor csak negatív vélemények maradnak majd utána. Szóval olyas valami volt, amit nem könnyen adtam ki a kezemből, ekkor azonban B[eyoncé] felhívott.”
Knowles csak a felvételek előtt három hónappal ismerte meg Harrisont. A stúdióban Harrison lejátszotta a demó felvételt Beyoncénak. Miután meghallgatta a felvételt kétségek merültek fel benne, hogy túl retrónak tűnik, majd hozzá képest, és azzal érvelt, hogy senki nem használ a 21. században ilyen erős fúvósokat. Ezek ellenére azonban megkérte Harrisont, hogy írja meg a dalt, erre pedig két órát adott neki. A dal témája Knowles-től származott, ami pedig az volt, hogy ő teljesen tudatában van kinézetével és folyton az „I’m looking so crazy right now” (magyarul: Annyira őrültnek nézek ki.) szavakat énekli, majd Harrison elismeri ezt. (Csak a demó verzióban) A dalszerzés végén az énekesnő akkori barátját is bevonták a munkálatokba. Jay-Z hajnali három körül bement a stúdióba és felvette a dalhoz tartozó rap részt, amit előtte körülbelül 10 perce talált ki, azonban nem írta le.

## Kiadás
A zenei kritikusok szerint Knowles ezzel a dallal kimutatta, hogy végleg kiszállt a Destiny’s Child-ból. A felvételt 2003. május 18-án küldték el R&B, urban és toplistás rádióknak. 2003. május 20-tól a dal letölthetővé vált az angol és az amerikai iTunes internetes zeneboltban. 2003. június 30-án megjelent fizikai formában is Írországban, Svájcban, illetve digitális formában, Németországban. Június 30-án Németországban, illetve 2003. július 15-én Ausztriában maxi-lemezként is megjelent, emellett pedig a lemezen a dalhoz tartozó videóklip is megtalálható volt Június 30-án DVD és CD formátumban is megjelent az Egyesült Királyságban. Digitális kislemezként számos európai országban is megjelent úgy, mint Ausztriában, Belgiumban, Dániában, Finnországban, Olaszországban, Hollandiában, Norvégiában és Svédországban 2003. július 30. Július 8-án ez a kislemez Kanadában és Írországban is elérhetővé vált. 2003. július 22-én két remix is napvilágot látott az Egyesült Államokban, az egyiket Adam 12, a másikat Rockwilder készítette.

### Remixek
A dalból számos remix készült, többek között, a Rockwilder remix, a Maurice's "Nu Soul remix", és a Juniors World remix. Ezek mind megtalálhatóak voltak a hivatalos kislemezen „Krazy in Luv” néven. A Rockwilder remix lelassítja a számot és kiemeli annak funk vonásait, illetve erős szintetizátor szólót tartalmaz. A Maurice's "Nu Soul remix" felgyorsítja, majd a hiphop betétet kiemelve, illetve inkább house stílusú lesz a remixtől a dal. A Dangerously in Love ázsiai kiadásán a Crazy in Love-ból Jay-Z rap részét kivágták, és egy kínai-amerikai rapper, Vanness Wu helyettesíti, aki anyanyelvén szólal meg a dalban.

## Zene és szöveg

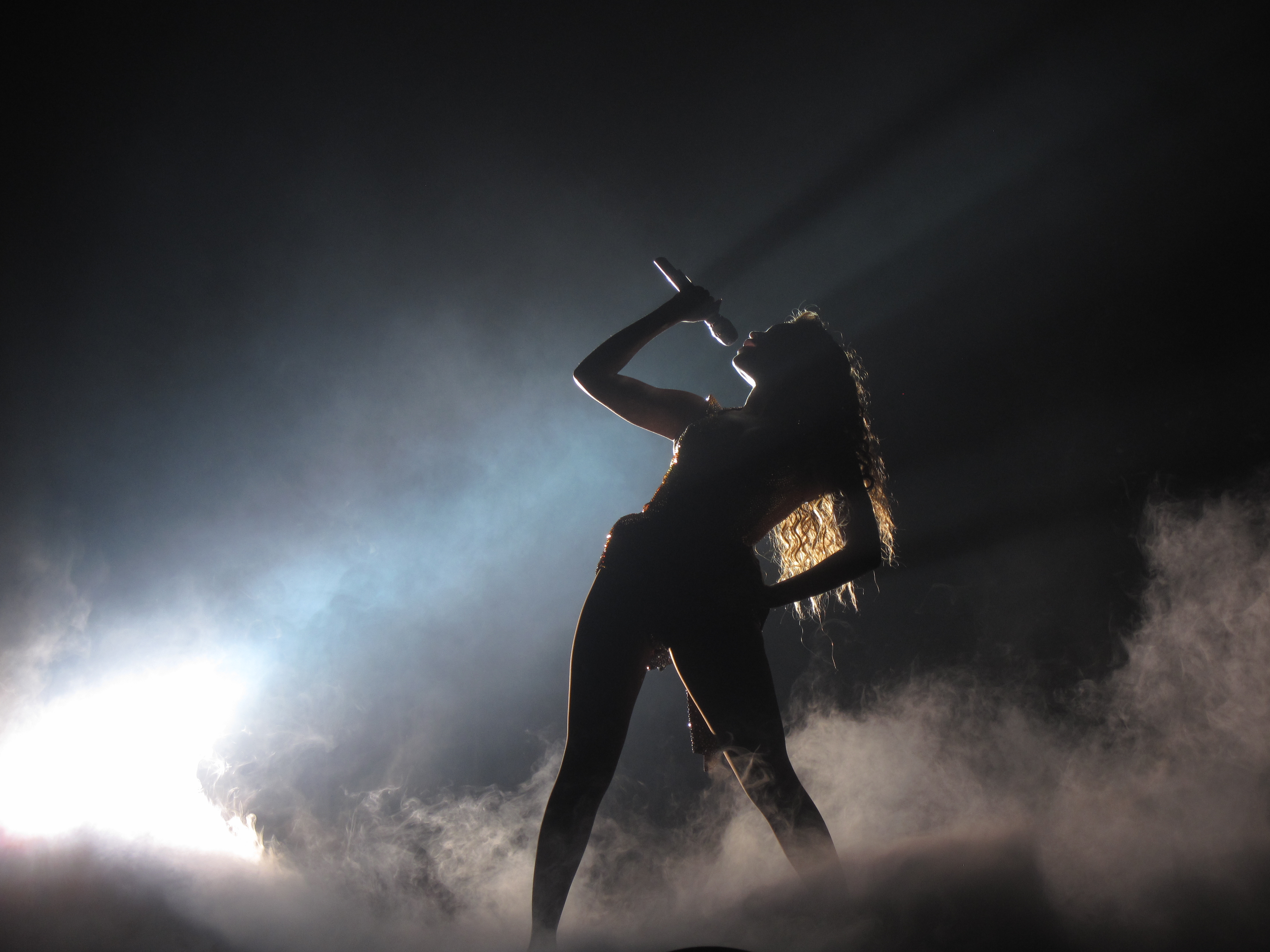
Knowles előadja „Crazy in Love” című dalát, I Am... Turné-ján 2010-ben.

A kottát a Musicnotes.com-on publikálta az Afred Music. A dal egy R&B stílusú szerelmes szám, mely f-dúrban íródott. Ezen kívül megtalálhatóak benne az 1970-es évek retró funkja, a soul zene és a dance-pop elemei is. A dal hiphop ütemre épül. Az énekesnő így nyilatkozott a Sunday Heroldnak: „Olyan erős a dal üteme, hogy belefájdul a szíved”. A dal tempója közepes, ütemszáma percenként 100. Knowles hangterjedelme A#3-tól F5-ig terjed. Ez körülbelül másfél oktávnak felel meg. A riffek egyike tradicionális kolompot használ, mely a szamba zenére jellemző. A Crazy in Love go-go hangulata ellenére retró soul elemekkel rendelkezik, mely a trombita szólókban mutatkozik meg. Ezt Harrison egy 1970-es dalból az "Are You My Woman? (Tell Me So)"-ból kölcsönözte, melyet eredetileg a chicagói Eugene Record szerezte. Anthony DeCurtis a Rolling Stone magazin újságírója szerint ezek a fúvós hangszerek viszik előre a dalt. Szintén megemlítette, hogy Knowles annyi energiával rendelkezik, amitől lazán és szexin adja elő a dalt. Ezek mind a dalban szereplő érzelmeinek köszönhetőek, melyeket sem kontrollálni sem megérteni nem képes. Hozzá hasonlóan többen is kiemelték a fúvósokat, melyek „hardcore”-rá, megszállottá és lángolóvá teszik a dalt. A The Times szerint, a dal visszahozta a divatba a rézfúvósokat és a dobokat.
A Los Angeles Times újságírója szerint a dal arról szól, ha valaki megszállottan szerelmes valakibe és ezt kifejezésre juttatja. Knowles szerint a dal arról az állapotról szól, amikor „nagyon szerelmes az ember és olyan dolgokat tesz, ami egyáltalán nem vall rá, de nem bánja, hiszen választottjáért bármire képes.” A dalszöveg az átlagos verze-refrén formát követi. Jay-Z rövid rap szövege indítja a dalt: „Yes! So crazy right now. Most incredibly, it's your girl, B. It's your boy, Young. You ready?". Egy rövid időre Knowles félbeszakítja „uh-oh, uh-oh" szavaival, majd a rapper folytatja monológját. A fúvósok után Knowles elkezdi első verzéjét. Majd ismét az „uh-oh, uh-oh” sorokat énekli és elkezdi második verzéjét. A háttérkórus felvezeti a második rap betétet: „Jay Z in the range, crazy and deranged [...] I been inhaling the chain smokers, how you think I got the name 'Hova', I been real and the game's over [...]". A refrén és a versszakok között átivelő szólóban Beyoncé így fogalmaz: „I'm not myself, lately I'm foolish, I don't do this, / I've been playing myself, baby, I don't care / 'Cuz your love's got the best of me, / And baby, you're making a fool of me, / You got me sprung and I don't care who sees [...]”. A dal a kórus és a fúvósok duettjével végződik, majd lassan elhalkul.

## Kritikai visszhang
A dal egyöntetűen pozitív kritikákat kapott, kiemelték Jay-Z közreműködését, illetve a már sokat emlegetett fúvósokat. Megjelenésekor már a 2003-as nyár himnuszának tekintették. Az AllMusic online zenei adatbázis „lenyűgözőnek és mesterműnek” nevezte, illetve „mámorítóan fülbemászónak”. A Jam!, kanadai weblap, „rögtön fülbemászónak nevezte a fúvósokat”. Anthony DeCurtis a Rolling Stone újságírója szintén kiemeli a fúvósokat, illetve Jay-Z közreműködését, és így fogalmaz: „ A Crazy in Love-ban, üvöltenek a trombiták eközben pedig barátja, Jay-Z, jelenléte megingathatatlan”. Marc Anthony Neal egy internetes újság szerkesztője kiemelte az „uh-oh, uh-oh” szavakat és nagyon fülbemászónak nevezte őket. Az MTV News szerint Knowles erre a számra lehet a legbüszkébb az albumról. A Blender szerint a dal elképesztően próbál meggyőző lenni. Allison Stewart (The Washington Post) szerint az album csúcspontja a dal, és ő is dicsérte a trombitákat, a harmóniát, illetve Jay-Z jelenlétét. A The New York Times szerint egyszerűsége és ellenállhatatlansága, illetve a hiphop hatása miatt ez a legjobb dal az albumon. Az énekesnő hangját ügyesnek és pontosnak írta le, mint mindig, és nem olyan gyorsnak és rohanónak, mint amilyen maga a dal.
Az NME szerint ez egy tipikusan olyan dal, ami táncra késztet és biztosan egy dance klasszikus lesz az elkövetkezendőkben. Emellett kiemelte Knowles hangi képességeit is. A Los Angeles Times szerint Beyoncé funk-dance-pop dala, egy nagyszerű albummá tette a Dangerously in Love-ot. James Poletti a Yahoo! Music újságírója, mennyeinek nevezte a felvételt, ami a legjobb dal a lemezen. A Flak magazin szerint a dal eszméletlenül jó és ez a fúvósoknak köszönhető, illetve Jay-Z ötcsillagos rapjének és Beyocé pajkos, de egyben erős énekének. ] A Slant Magazine szerint a ragyogó dalszöveg, a jó hangszerelés és Jay-Z ötcsillagos rapje jó alapul szolgál Beyoncé későbbi karrierjéhez. Az Entertainment Weekly szerint a dalnak nagyon friss hangzása van. Az ING Music szerzője Spence D., így írt a kislemezről: „Knowles meglovagolta, ezt az eszméletlenül fülbemászó dalt, és adott hozzá egy közepes intimitást. A dal akkor válik igazán jóval, amikor Jay-Z hozzáadja jellegzetes rapstílusát. Más rap és R&B együttműködéssel ellentétben itt most jól működik ez a páros.” A The Time szerint Jay-Z rapje sem volt rossz, de a hangszerek és Beyoncé mentette meg a dalt végül is.

### Elismerések
A kislemezt az Entertainment Weekly a 47. helyre sorolta, a minden idők 100 legjobb nyári dalait összegyűjtő listáján. A Yahoo! második helyre sorolta, továbbá a legtöbbet eladott kislemezek sorában is az első helyet szerezte meg. Az About.com internetes lap első helyre sorolta minden idők szerelmes dalainak listáján. Emellett harmadik helyre került, a szintén az About.com által összeállított, 2003 legjobb dalait gyűjtő listán. ] Még szintén a honlap által összeállított a 2000-es évek legjobb pop dalait összefoglaló listán a „Crazy in Love” 26. helyre került, hozzáfűzve, hogy ezzel a dallal végleg bebizonyította az énekesnő, hogy szólóban is olyan sikeres, mint egy együttesben. ] Harmadik helyet szerezte meg a Rolling Stone az évtized top 50 dalát összegyűjtő listán. Ezek mellett 118 lett a minden idők 500 legjobb kislemezeit összefoglaló listán. Az NME szintén első helyre sorolta a 2000-es évek legjobb dalai listáján. A Pitchfork Media azonos című listáján negyedik, a The Daily Telegraph listáján hetedik, a Slant Magazine listáján pedig hatodik helyen végzett.
A „Crazy in Love” több díjat is kapott. 2004-ben három Grammy-díj-ra jelölték Knowlest, melyből kettőt (Legjobb R&B dal, Legjobb R&B/Hiphop közreműködés) díjra is váltott. Ezen kívül a felvétel az Év dala kategóriában is jelölve volt, azonban ott a Coldplay nyert „Clocks” című számával. A dal remix-e, mely a „Krazy in Luv” néven ismert elnyerte a Legjobb remix díját, melyet annak készítője, Maurice Joshua kapott. A kislemez továbbá díjat kapott kiadójától az EMI-től, illetve az Amerikai Hanglemezgyártók Szövetségétől (ASCAP), a Legjobban előadott dal kategóriájában. 2003 legjobb együttműködésének választotta a „Crazy in Love”-ot a Vibe magazin díjátadóján a VIBE Awards-on. A kislemez volt a legtöbbet jutalmazott 2003-ban az MTV Europe Music Awards-on. Ugyanebben az évben a dal megnyerte a Legjobb R&B dal és a Legjobb Dance dal kategóriát a 22. Nemzetközi Dance Zenei Díjátadón. 2004-ben a BET Awards Legjobb együttműködés díját nyerte el. A Legjobb dalnak választotta továbbá a National Association for the Advancement of Colored People és a 2004-es Kids' Choice Awards is.

## Slágerlistás helyezések
A „Crazy in Love” hatalmas kereskedelmi siker lett az Egyesült Államok-ban. Bár még nem került a boltok és az internetes zeneáruházak polcaira, nagy érdeklődés övezte. A kislemez első helyen nyitott a hivatalos amerikai kislemez listán, a Billboard Hot 100-on. Eközben maga az album („Dangerously in Love”) is első helyezett lett, a hivatalos amerikai album listán, a Billboard 200-on. A fizikai és internetes előadások, illetve a rádiós lejátszások, mind azt eredményezték, hogy a dal számos listán első helyezést ért el. Csak a Billboard Hot 100-as listáján nyolc egymást követő hétig szerepelt a lista első helyén. Első dalával Knowles elérte első „number-one” kislemezét, szólókarrierje során. 2003 júliusában ez a felvétel volt a legtöbbet letöltött az Egyesült Államokban, négy egymást követő hétig, a Nielsen SoundScan felmérései alapján. Ezeken a sikereken felbuzdulva Beyoncé kiadta második kislemezét az albumról, mely a „Baby Boy” volt. A második kislemez egy héttel többet töltött a Billboard Hot 100-as lista első helyén, mint az előző kislemez. Az első kislemez 77 hétig szerepelt az előbb említett slágerlistán, ebből 50-et a Top 10-ben, 26-ot pedig, a Top 50-ben. 2004-ben az Amerikai Hanglemezkiadók Szövetsége (RIAA) az eladások eredményeképpen aranylemez minősítést adott a felvételnek. Két évvel később a dal letölthető változata is aranylemez minősítést ért el. A „Crazy in Love” a negyedik legnagyobb sláger lett 2003-ban az USA-ban. 2010. október 6-ig Amerikában 47 000 fizikai példányban kelt el belőle.
A kislemez nemzetközi siker is lett az amerikai mellett. Knowles történelmet írt, hiszen ő volt a harmadik olyan énekesnő, akinek kislemeze, és albuma, egy időben, egyaránt első lett az angol listákon. Az első ilyen előadó Mariah Carey amerikai énekesnő volt, „Music Box” albumával és „Without You” kislemezével, 1994. március 12 és 19 között. A második Kylie Minogue ausztrál énekesnő volt, 2001-ben „Fever” című lemezével és „Can’t Get You out of My Head” című felvételével. Ha hozzávesszük a Destiny’s Child-dal kiadott kislemezeit, akkor ez volt a harmadik „numer-one” kislemeze az Egyesült Királyság-ban. Ő volt az egyetlen előadó 2003-ban, akinek, mind albuma, mind pedig kislemeze egy időben első volt Amerikában és Angliában is. A dal 3 hétig vezette a slágerlistát, és további 15 hétig maradt benne.
Az ír kislemez listán szintén első helyet ért el és 18 hétig volt fent a listán. A „Crazy in Love” az ausztrál kislemez listán (ARIA) második helyet érte el. 70 000-es eladásával pedig platina minősítést kapott. Az új-zélandi kislemez listán szintén a második helyig jutott és szintén platina minősítést szerzett (RIANZ). A kislemez Európa számos slágerlistáján Top 10-es helyezést ért el. Többek között Ausztriában, Belgiumban (Mind a flamand, mind a vallon területeken), Dániában, Hollandiában, Németországban, Norvégiában, Olaszországban, Svájcban és Svédországban.

## Videóklip

### Háttér és szinopszis
A „Crazy in Love” videóklipje 2003 májusában jelent meg, és az angol Jake Nava rendezte. Knowles 2003-ban az MTV Így készült című műsorában így írta le a videó koncepcióját:
A video egy nő fejlődését mutatja be. Ez egy lányról szól, aki a kapcsolat bizonyos pontján van. Rájön, hogy szerelmes, és olyan dolgokat tesz, amiket más esetekben nem tenne, azonban ez őt nem érdekli. nem számít neki, hiszen ő őrült a szerelemben.
A videóban az énekesnő számos táncmozdulatot vonultat fel. A kisfilm kezdetén Knowles egy ujjatlan pólót, egy rövidnadrágot és egy piros magas sarkút visel. Majd egy bonyolult táncmozdulat előadása közben láthatjuk, egy emelőn. A jelenetet, meg-megszakítja egy profi fotósorozat imitációja, majd a következő jelenetben Knowles táncosai körében, baseball sapkát és hosszú nadrágot viselve, egy fal mellett táncol. Ezek után tűnik fel Jay-Z, aki egy benzincsík végén áll, mely egy autóhoz vezet. Egy öngyújtó segítségével a rapper meggyújtja a benzint, majd az autó lángra lobban. Ezek után előadja rapszólóját az égő autó előtt, közben Beyoncé, egy egzotikus selyembundát viselve, körbetáncolja őt. A következő jelenetben Knowles lerúgja egy tűzcsap tetejét. A feltörő vízben táncot lejt, miközben tetőtől talpig vizes lesz. A kisfilm végén az énekesnő táncosaival egy hatalmas ventilátor előtt élénk ruhákban táncolnak. A táncosok között felfedezhető Carmit Bachar a Pussycat Dolls egyik tagja is.

### Megjelenés és elismerések
A PopMatters egyik újságírója, Cynthia Fuchs, így írt a videóról: „A fotósorozatos jelenet Jennifer Lopez Jenny From the Block (2002) című klipjére emlékeztet, sok lámpával, sminkkel és azokkal a lábakkal…”. Emellett kiemelte, hogy Beyoncé mozgása tagadhatatlanul emblematikus lesz. Tom Moon a The Philadelphia Inquirer-től szintén kiemelte az énekesnő táncmozdulatait.
A kisfilm számos elismerést szerzett a zenei kritikusoktól, illetve három díjat kapott a 2003-as MTV Video Music Awards-on (Legjobb Női Videó, Legjobb R&B Videó, Legjobb Koreográfia). Azonban a nézők nem az ő videóját választották a Viewer’s Choice kategóriában. A rendező 2004-ben elnyerte a Music Video Production Association Awadrs-on a legjobb R&B kategóriájának díját. A 2004-es MTV Video Music Awards Japan díjátadón, szintén a legjobb közreműködésért járó díjat nyerte meg, és jelölve volt a legjobb női videó kategóriában is. A 36. NAACP Image díjátadó gálán a Legkiemelkedőbb videó díját nyerte meg. Továbbá a legjobb nemzetközi videó díját szerezte meg a 2004-es MuchMusic Video Awards-on.

## A kislemez dalai
Krazy in Luv EP
1. "Crazy in Love" – 3:56
2. "Krazy In Luv" (Adam 12 So Crazy Remix) – 4:29
3. "Krazy In Luv" (Rockwilder Remix) – 4:12

Európai kislemez
1. "Crazy in Love" – 4:09
2. "Crazy in Love" (Without Rap) – 3:43

Angol kislemez
1. "Crazy in Love" – 3:56
2. "Summertime" – 3:52
3. "Krazy In Luv" (Maurice's Nu Soul Remix) – 6:29

## Ranglisták
| Lista (2003)                   | Helyezés |
| ------------------------------ | -------- |
| Ausztrál kislemezlista         | 2        |
| Osztrák kislemezlista          | 6        |
| Belga kislemezlista (Flanders) | 5        |
| Belga kislemezlista (Wallonia) | 10       |
| Kanadai kislemezlista          | 2        |
| Dán kislemezlista              | 5        |
| Holland kislemezlista          | 2        |
| Európai Hot 100 lista          | 1        |
| Finn kislemezlista             | 12       |
| Francia kislemezlista          | 21       |
| Német kislemezlista            | 6        |
| Mahasz lista                   | 3        |

| Lista (2003)                        | Helyezés |
| ----------------------------------- | -------- |
| Mahasz lista                        | 2        |
| Ír kislemezlista                    | 1        |
| Olasz kislemezlista                 | 5        |
| Új-Zélandi kislemezlista            | 2        |
| Norvég kislemezlista                | 5        |
| Román Top 100                       | 4        |
| Svéd kislemezlista                  | 4        |
| Svájci kislemezlista                | 3        |
| Angol kislemezlista                 | 1        |
| USA Billboard Hot 100               | 1        |
| USA Billboard Hot R&B/Hip-Hop Songs | 1        |
| USA Billboard Hot Dance Club Play   | 1        |

## Fordítás
- Ez a szócikk részben vagy egészben  a   Crazy in Love (Beyoncé Knowles song) című angol Wikipédia-szócikk fordításán alapul.  Az eredeti cikk szerkesztőit annak laptörténete sorolja fel. Ez a jelzés csupán a megfogalmazás eredetét és a szerzői jogokat jelzi, nem szolgál a cikkben szereplő információk forrásmegjelöléseként.